# Diadelia basifusca
Diadelia basifusca là một loài bọ cánh cứng trong họ Cerambycidae.